# Otto Hagedorn
Otto Hagedorn (* 7. September 1899 in Kelbra, Provinz Sachsen; † 20. Jahrhundert) war Oberbürgermeister der Stadt Lüdenscheid.

## Leben
Otto Hagedorn war als Anwärter beim Landratsamt Sangerhausen beschäftigt, als er im Dezember 1916 Kriegsdienst leisten musste. Nach dem Krieg fand er als Beamtenanwärter beim Versorgungsamt Sangerhausen eine Anstellung. 1922 kam er zur Bezirksregierung Arnsberg und legte im April 1926 die Prüfung für den gehobenen Dienst ab. Am 17. Juli 1930 erhielt er die Ernennungsurkunde zum Beamten auf Lebenszeit. Bevor Hagedorn am 19. September 1933 zum Amtsbürgermeister in Netphen ernannt wurde, war er als Regierungsinspektor tätig. 1935 wurde er zum Bürgermeister der Gemeinde Werdohl ernannt. Die Amtseinführung als kommissarischer Oberbürgermeister der Stadt Lüdenscheid fiel auf den 22. Februar 1944. Ab dem 15. August 1944 war er definitiv in diesem Amt, wo er bis zum 13. April 1945 blieb. Kurz nach Kriegsende, am 19. Mai 1945, wurde Hagedorn als dezidierter Nationalsozialist durch den Regierungspräsidenten Arnsberg aus dem Dienst entlassen. In der Zeit vom 2. Mai 1945 bis zum 13. Januar 1948 war er aus politischen Gründen interniert. Über ein mögliches Entnazifizierungsverfahren gibt die Quellenlage keinen Aufschluss.
Hagedorn trat zum 8. Mai 1925 der NSDAP bei (Mitgliedsnummer 16.359) und war Träger des Goldenen Parteiabzeichens der NSDAP und der Dienstauszeichnung der NSDAP. Er war auch Mitglied der SA und hatte den Rang eines Sturmbannführers (vergleichsweise Major).
In den Jahren 1933 bis 1935 und ab 1938 war er Leiter des Kreisamtes für Kommunalpolitik bei der NSDAP-Kreisleitung.